# Pterorthochaetes andamanus
Pterorthochaetes andamanus är en skalbaggsart som beskrevs av Renaud Maurice Adrien Paulian 1937. Pterorthochaetes andamanus ingår i släktet Pterorthochaetes och familjen Hybosoridae. Inga underarter finns listade i Catalogue of Life.